# 布莉嘉·海蘭
布莉嘉·海蘭（英語：Briga Heelan，1987年4月2日—）為美國喜劇女演員，知名的作品有熟女鎮、愛情零距離以及不懂約會。

## 早期生活
布莉嘉出生於麻薩諸塞州的安多佛，母親 Kimball Heelan 是國小老師，父親 Kevin Heelan 則是劇作家。她有一個兄弟 Conor。
布莉嘉的父親，從1983年於菲利普斯学院任教。布莉嘉的父母是在她父親於史密斯學院攻讀碩士時認識。
布莉嘉曾就讀於南加州大学。

## 職業生涯
布莉嘉一開始自認要從事音樂劇演出「從頭到尾都這樣認為，一直到我大學第一年之後。就像是，我覺得有另外一條路。就這樣碰上喜劇。然後我非常開心最終是這樣。」
布莉嘉的電視劇突破是參與熟女鎮當中的演出。
布莉嘉表示她第一次見到愛情零距離的男主角史蓋勒·奧斯丁，是在一場音樂劇的場合。
布莉嘉同時參與製作人比尔·劳伦斯底下的兩部喜劇愛情零距離以及不懂約會，兩部都是多鏡頭的喜劇類戲劇，並比單鏡頭戲劇所需製作時間較少。雖然在不懂約會裡的鏡頭較多，然而在該部劇中依然被認為是客串演出，並且增加三集。
布莉嘉在「愛情零距離」的演出中：電視評論者阿伦·赛平沃尔表示布莉嘉「非常適合珍妮這個角色：溫暖且古靈精怪，同時讓人覺得堅強與獨立的角色。」  自「六人行」後創出的現象－－一個主要角色使多鏡頭喜劇的邊緣化－－讓有吸引力的演員或女演員能夠有效地帶出笑點與喜劇效果，而布莉嘉是少數能做出這種效果的演員。洛杉磯時報評論布莉嘉使「愛情零距離」更可看，並進一步指出布莉嘉出色地演出；她使她的角色更活靈活現。我可以輕易地穿件轉台去看她的演出—而且特地去看。

## 影視作品
- 2009 Lovebot (短片) 飾演 Eve
- 2012 熟女鎮 飾演 Holly (6集)
- 2012 珍，愛時尚（英语：Jane by Design） 飾演 Amanda Clark (5集)
- 2013 幸福結局 飾演 Ryan (集稱：The Ex Factor)
- 2013~2014 愛情零距離 飾演 珍妮佛(Jennifer)，主角。
- 2014: 約會殺手(Undateable)，飾演Nicki，(6集)

## 個人生活
布莉嘉目前住在洛杉磯。
關於她的特殊名字，她曾表示「那是愛爾蘭名字，事實上，我的姓過去是O’Heelahan。而我的名字布莉嘉，我曾經在別的地方也看到過，是凱特爾的女神名，聽起來還不錯，所以我真的很喜歡我的名字。但事實上我的名字是來自我祖母的好朋友，她住在都柏林。」
2014年10月17日，布莉嘉於個人的推特上宣布與愛情零距離合作演員Rene Gube訂婚。

## 外部連結
- 布莉嘉·海蘭在互联网电影资料库（IMDb）上的資料（英文）
- 布莉嘉·海蘭的X（前Twitter）